# Mayu Shinjo
Mayu Shinjo (新條まゆ, Shinjō Mayu, nom real: 新條真由) és una autora japonesa de manga shōjo nascuda el 26 de gener de 1973 a la prefectura de Nagasaki. Mayu ha publicat la majoria dels seus treballs en la revista Shōjo Comic (més coneguda com a Shocomi), de l'editorial Shogakukan. Ses obres són del tipus shojo eròtic, gènere molt conegut i llegit pel públic femení adolescent japonès.

## Carrera professional
Debutà en febrer de 1994 en la revista Shocomi amb Anata no Iro ni Somaritai recollida en Make Love Shiyo!! 02. Entre els seus treballs destaquen mangues com Kaikan Phrase (o Kaiphra abreujat), Virgin Crisis (Akuma na Eros), o Love Celeb.
A finals de maig del 2007 anuncià en el seu blog que deixaria Shogakukan després d'acabar les seues sèries obertes. Mayu Shinjo abandonaria així aquesta editorial, on havia treballat en els últims 14 anys, segons les seues pròpies paraules perquè volia fer coses diferents i l'editorial li exigiria un nivell de treball tan extrem que afectava a la seua salut. Mayu Shinjo continuà Ai wo Utau yori ore ni oborero! en la revista Asuka de Kadokawa Shoten sota el nom de Ai ore!.
En setembre de 2007 començà a treballar per a Shueisha amb una nova sèrie titulada Midnight Children en el nombre de setembre de Bessatsu Margaret (Betsuma), conclosa a l'any següent amb dos toms. També es farà càrrec de les il·lustracions oficials d'una pàgina web per al mòbil de Gundam SEED/Gundam SEED Destiny. Mayu Shinjō sempre ha estat una admiradora d'aquest popular anime, tenint en el seu haver diversos doujinshis d'aquesta.

## Treballs

### Manga
- 1995: Taboo ni daite (TABOOに抱いて) 1 tom d'històries curtes que inclou: Taboo ni Daite, Kimi ni Hold Up, City Romance, i Aoi Hitomi no Dandy.
- 1995: Fianceé Shitai (フィアンセしたい): 1 volum.
- 1995: Kokoro wo hadaka ni shite (心を裸にして) 1 tom d'històries curtes que inclou: Kokoro wo Hadaka ni Shite, Kubisuji ni Vampire, Dakishimete Tokashite i Yasashiku Mite ne.
- 1996: Make Love Shiyo!! (Make Loveしよ!!) 2 toms.
- 1996: Suki Shite Sadist (すきしてサディスト): 2 toms.
- 1996: Sexy Guardian (SEXYガーディアン): 2 toms.
- 1997: Kaikan Phrase (快感♥フレーズ): 17 toms.
- 2000: Anata ni Tsunagaretai (あなたに繋がれたい) (Vull estar lligada a tu): 1 tom d'històries curtes que inclou Anata ni Tsunagaretai, Karada Goto Ubatte, Akuma no Kamen, Itai Ai.
- 2001: Akuma na Eros (悪魔なエロス) (Virgin Crisis): 4 toms.
- 2002: Haou Airen (覇王♡愛人) (L'amant drac): 9 toms.
- 2003: Kaikan Phrase Special (快感♥フレーズ): 1 tom.
- 2003: Motto oshiete (もっと教えて) (Ensenya'm més): 1 tomo. Este tom abasta cinc històries curtes.
- 2003: Kimi sae mo ai no kusari (君さえも愛の鎖) (Cadenes de passió) 2 toms.
- 2004: Love Celeb (ラブセレブ) (Love Celeb) 7 toms.
- 2005: Junai Strip (純愛ストリップ) (Amor al nu) 1 tom.
- 2006: Ai wo Utau yori ore ni oborero! (愛を歌うより俺に溺れろ!): 5 volums.
- 2006: SEX=LOVE² (Sex=Love²): 2 volums.
- 2007: Midnight Children: 2 volums.
- 2008: Ayakashi no Koi Emaki: Història curta de 2 capítols.
- 2008: Apple: Història curta en la Jump SQ

### Artbooks
- 2000: SA・KU・YA (Kaikan Phrase Super Edition) The Collection of Illustrations. (快感・フレーズ　イラスト集　「SA・KU・YA」)